# Bethel (Botswana)
Bethel – wieś w Botswanie w dystrykcie Southern. Według spisu ludności z 2011 roku wieś liczyła 404 mieszkańców.